# 日本歯周病学会認定歯周病専門医
日本歯周病学会認定歯周病専門医（にほんししゅうびょうがっかいにんていししゅうびょうせんもんい）とは、特定非営利活動法人日本歯周病学会が認定した歯周病を専門に取り扱う歯科医師のこと。

## 概要
現在、日本人の齲蝕感染率は低下しているが、歯周疾患は増加傾向にある。また、歯周疾患から糖尿病や肺炎などの全身疾患への影響も確認されており、今後、歯周疾患制圧は急務とされている。その中で、高度な専門知識と技術をもった歯科医師の養成および歯科公衆衛生の向上を図るために本制度が開始された。2003年6月末日現在、専門医数551名、指導医数135名で運用されており、他の専門歯科医師や基礎系医歯薬学研究者と共に日々制圧に尽力している。
歯周病専門医の資格を得るためには、5年以上日本歯周病学会に所属し、規定の単位を取得および審査に合格することにより認定医資格が付与される。本資格は他の専門医資格と同様に更新性（5年毎）である。
なお、歯周病専門医を専門的にアシスタントする専門歯科衛生士が日本歯周病学会認定歯科衛生士とされ制度化されている。

## 関連学会
- 日本歯周病学会
- 日本臨床歯周病学会